# Nevadneidae
Nevadneidae is een familie uit de orde van de zeeanemonen (Actiniaria). De familie is voor het eerst wetenschappelijk beschreven door Carlgren in 1925. De familie omvat 1 geslachten en 1 soorten.

## Geslacht
- Nevadne Stephenson, 1922